# Eschweilera parvifolia
Eschweilera parvifolia là một loài thực vật có hoa trong họ Lecythidaceae. Loài này được Mart. ex DC. mô tả khoa học đầu tiên năm 1828.